# Famille de Ruffray
La famille de Ruffray est une famille subsistante d'ancienne bourgeoisie française, originaire de Rochefort (Charente-Maritime).
Cette famille compte parmi ses membres des maitres de forges, un colonel et deux généraux, et un dirigeant d'un grand groupe français dans la construction.

## Histoire
Charles Pierre de Ruffray (vers 1710 - 1760), premier auteur connu de cette famille, est négociant, fournisseur de la Marine, receveur général des aides à Rochefort (Charente-Maritime) en 1739, trésorier des vivres de la Marine de 1742 à 1744, puis maître de forges à Rancogne (Charente) en 1754, pour pouvoir fournir la flotte royale en canons de marine.
À la fin du XVIIIe siècle, un membre de cette famille est admis dans les gardes du corps du roi et un autre admis à l'école des gardes-côtes (« pourtant réservée à la noblesse » écrit Gontran du Mas des Bourboux).
En 1833, la famille de Ruffray s'établit par mariage en Dordogne.[réf. nécessaire]

## Filiation
- Pierre Ruffray, sieur de Bois-Allard (dans le Perche), bourgeois de Paris (hypothétique), dont :
  - Charles Pierre de Ruffray (vers 1710 - 1760), négociant, receveur général des aides à Rochefort, dont : 
    - Jean Louis de Ruffray (1748-1796), maître de forges à Rancogne, consul de France à Andrinople, marié avec Élisabeth de Livron, dont :
      - Julien René de Ruffray (1773-1841), garde-marine de 1788 à 1792[3], secrétaire de l'hospodar de Valachie, maire de Rancogne (Charente).

## Personnalités
- Patrick de Ruffray (1906-1997), colonel, écrivain, officier de l'ordre national du Mérite
- Roger de Ruffray (1935-), école de l'Air 1949, lieutenant aviateur du 11/62 à Dien Bien Phu en 1954 à bord d'un C-47[4],
- Hubert de Ruffray (1935-2013), général de l'arme blindée et de la cavalerie[5], commandant l'École nationale technique des sous-officiers d'active (ENTSOA) de 1989 à 1992, officier de la Légion d'honneur, commandeur de l'ordre national du Mérite
- Benoît de Ruffray (fils du précédent) (1966), polytechnicien, diplômé des Ponts et Chaussées, président-directeur-général du groupe Eiffage depuis 2016[6],[7]

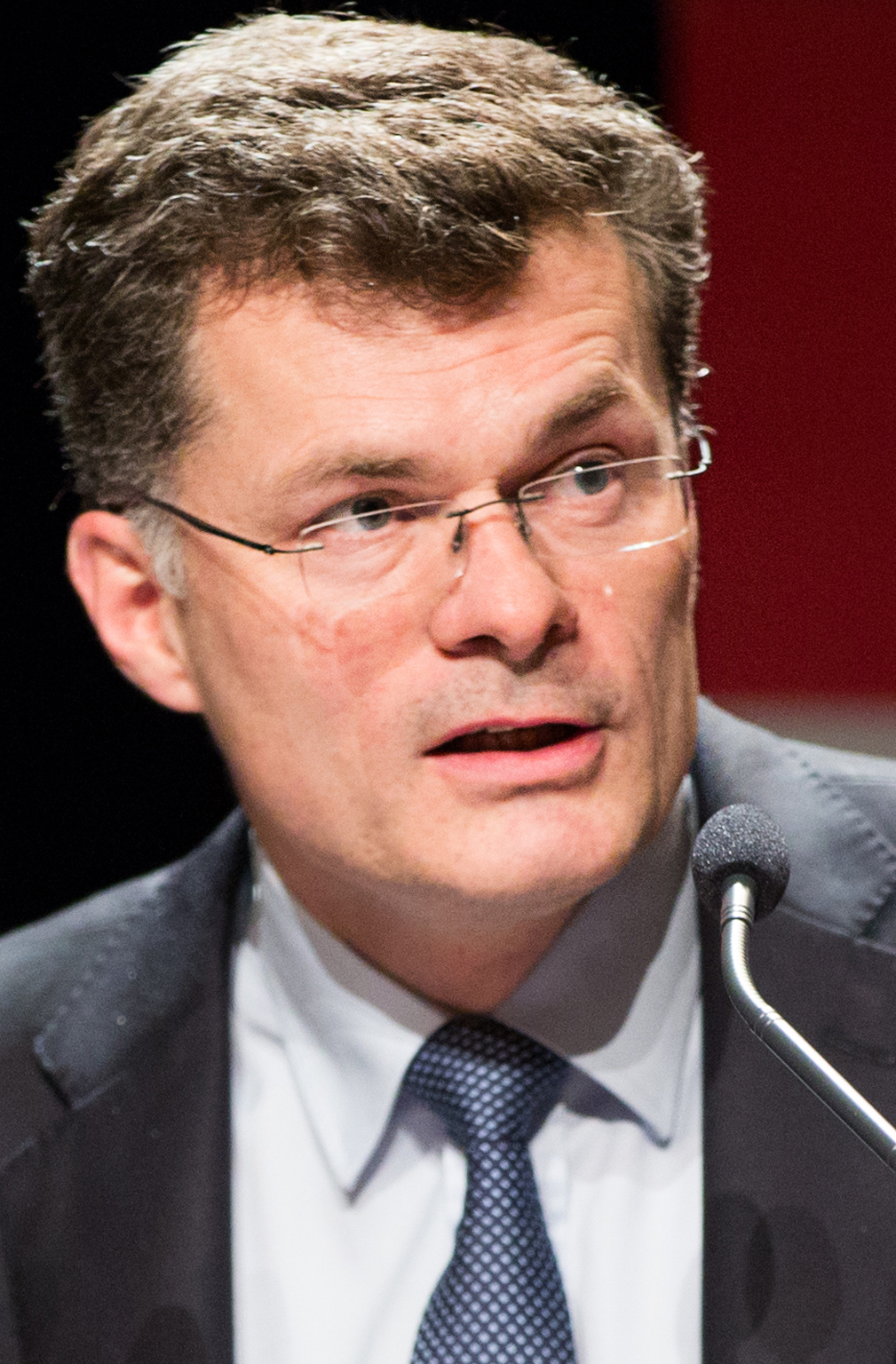
Benoît de Ruffray (1966)

## Alliances
Les principales alliances de la famille de Ruffray sont : de Livron (1770), de Béhagle (1852), de Rancourt de Mimérand (1930), de Rocquigny du Fayel (1961), de Villoutreys de Brignac (1964), Massias (XXe siècle), de Montecler (XXe siècle), Chevallier Rufigny, Pasquier de Franclieu, Le Roux de Bretagne (2023).

## Demeures et châteaux
- Château de Montecler[8] (Châtres-la-Forêt, Mayenne)